# Aqueduc de la Dhuis

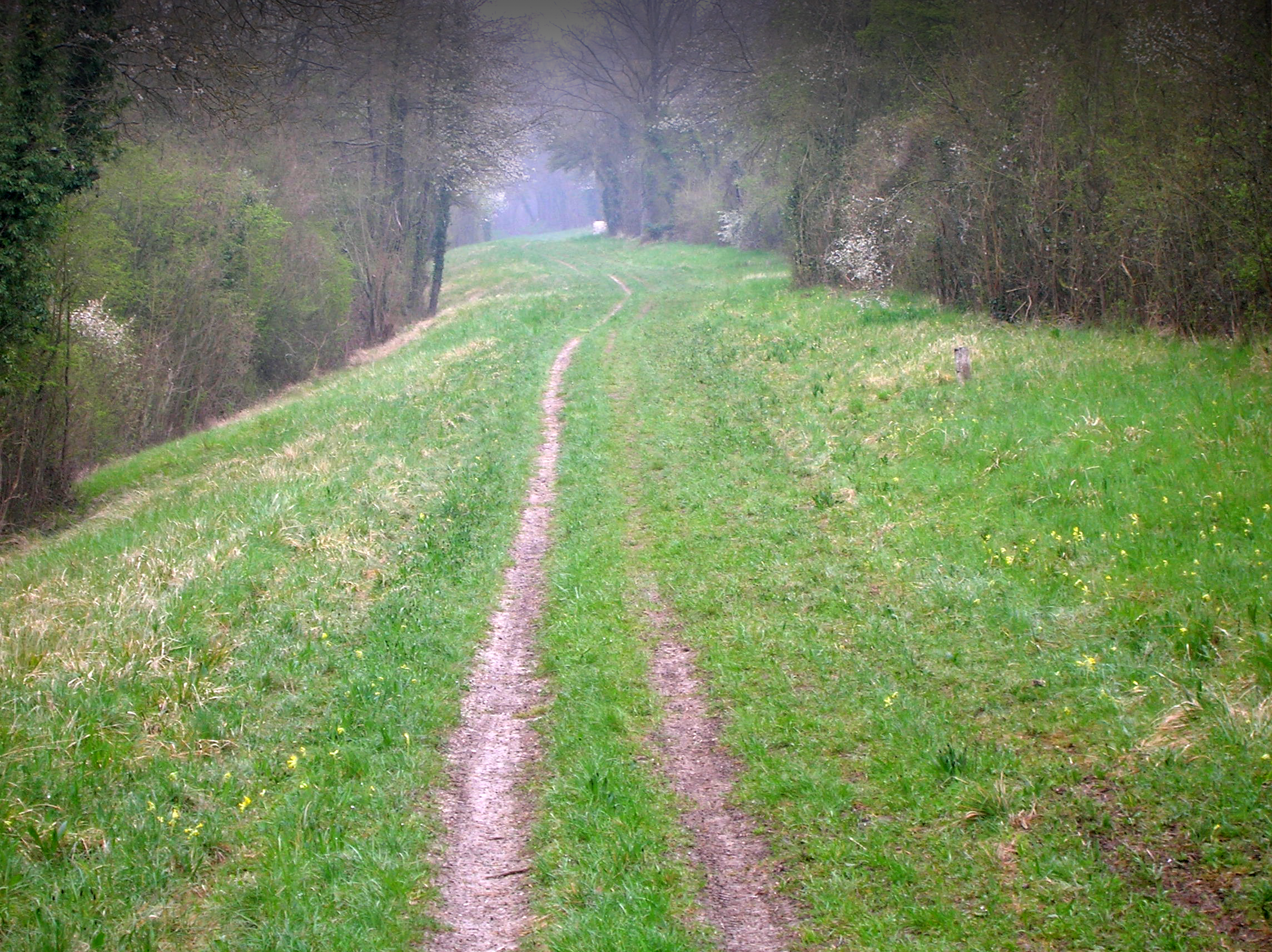
Trasse des Aqueduc de la Dhuis

Der Aqueduc de la Dhuis (auch Dhuys geschrieben) ist eine rund 130 km lange unterirdische Wasserleitung vom Département Aisne nach Paris.
Der in den Jahren 1863 bis 1865 angelegte Aqueduc de la Dhuis war die erste Leitung zur Verbesserung der Wasserversorgung von Paris, die Eugène Belgrand auf Veranlassung von Georges-Eugène Haussmann im Rahmen der von Napoléon III. gewünschten Stadterneuerung bauen ließ.
Die Wasserleitung beginnt im Ort Pargny-la-Dhuys, wo sie das Wasser des Flüsschen Dhuis aufnimmt () und endet im Réservoir de Ménilmontant in Paris (). Heute dient sie allerdings in erster Linie der Versorgung von Disneyland Paris 32 km östlich vor Paris. 
Die Leitung hat ein sehr geringes Gefälle. Auf der Strecke von 130 km beträgt der Höhenunterschied lediglich 20 m, was einem Gefälle von 1:6500 entspricht. Dennoch ist das Gefälle ausreichend, um das Wasser allein durch die Schwerkraft fließen zu lassen. Die mittlere Durchflussmenge beträgt 22.000 m³/Tag.
Die Leitung quert 21 Täler, die mit Düker überwunden werden. Etwa alle 500 m gibt es einen Inspektionszugang. Entlang der Leitung sind Kilometersteine aufgereiht.
Der Aqueduc de la Dhuis wurde von Eau de Paris, den Pariser Wasserwerken, betrieben. 2015 wurde der obere Teil von Pargny-la-Dhuys bis nach Chessy an den Gemeindeverband Val d'Europe Agglomération verkauft, der Disneyland Paris mit Wasser versorgt.